# Belpberg
Belpberg foi uma comuna da Suíça, no Cantão Berna, com cerca de 370 habitantes. Estendia-se por uma área de 5,7 km², de densidade populacional de 65 hab/km². Confinava com as seguintes comunas: Belp, Gelterfingen, Gerzensee, Toffen.
A língua oficial nesta comuna era o Alemão.

## História
Em 1 de janeiro de 2012, passou a formar parte da comuna de Belp.